# Foveolina
Foveolina é um género botânico pertencente à família Asteraceae.